# ریوهو اوکاوا
ریوهو اوکاوا (به ژاپنی: 大川 隆法; Ōkawa Ryūhō); ۷ ژوئیهٔ ۱۹۵۶ – ۲ مارس ۲۰۲۳) رهبر مذهبی، تهیه‌کننده فیلم، روشنفکر، نویسنده، رمان‌نویس، شاعر، آهنگساز، فیلسوف، جامعه‌شناس، ترانه‌سرا، سایکیک، و بازرگان اهل ژاپن بود.